# 道頓堀ダイバーズ
道頓堀ダイバーズ（どうとんぼりダイバーズ）は、日本のアコースティックユニット。2003年結成。

## メンバー
- 田中一成（ギター・ボーカル）
- YURIA（ギター・ボーカル・ベース）
- WACHA（ギター・ボーカル）

## 作品

### シングル
- 2004年8月15日 - 「味わってみたい」

### アルバム
- 2005年3月25日 - 1st「DO-born」
- 2006年9月30日 - 2nd「あうちっ！」

### マキシシングル
- 2008年8月15日 - 「Change the World」